# بيتر سميث (فيزيائي)
بيتر سميث (بالإنجليزية: Peter Smith)‏ هو فيزيائي أمريكي، ولد في 2 ديسمبر 1947 في نيويورك في الولايات المتحدة.